# William Jennings Bryan
William Jennings Bryan (Salem, Illinois, 19 de marzo de 1860 - Dayton, Tennessee, 26 de julio de 1925) fue un destacado político estadounidense y miembro del Partido Demócrata. Fue tres veces candidato a la Presidencia de Estados Unidos, y llegó a ser secretario de Estado.

## Biografía

### Inicios
Nació en una familia de pequeños propietarios agrícolas, en la zona rural de Illinois. A sus 14 años, asistió a un reavivamiento espiritual y se bautizó, afiliándose a la iglesia presbiteriana. Formado en una familia conservadora, Bryan acudió a estudiar a Jacksonville (Illinois) y luego a Chicago, a estudiar Derecho, admirando los ideales políticos del antiguo presidente Andrew Jackson. Ejerció la abogacía en Jacksonville desde 1883 y al año siguiente se casó; pero se mudó a Lincoln (Nebraska) en 1887.

### Carrera política
En Nebraska, Bryan entró a la política en 1888, afiliándose al Partido Demócrata. Prontamente alcanzó gran reputación como orador y fue elegido para un escaño en la Cámara de Representantes de los EE. UU. en 1890, ganando así fama nacional.

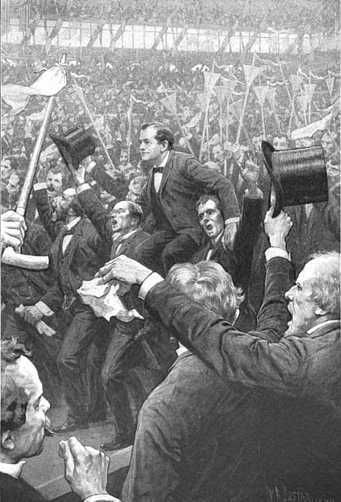
William Jennings Bryan llevado en hombros por los delegados de la Convención Demócrata después del Discurso de la Cruz de Oro (Cross of Gold speech), el 9 de julio de 1896

En la Cámara de Representantes, Bryan mostró su oposición al patrón oro desde 1892 y apoyó el bimetalismo como regla económica para la circulación de dinero en los Estados Unidos, insistiendo en que rechazar el empleo de la plata implicaba un beneficio excesivo para los grandes capitalistas, y un perjuicio de la clase media y de la clase obrera. En 1896 pronunció su famoso Discurso de la Cruz de Oro (Cross of Gold speech) en el que renegaba del patrón oro ya que impedía el pago de las deudas a los agricultores. 

#### Candidato a la Presidencia de Estados Unidos
Bryan fue candidato a la presidencia de los Estados Unidos de América en tres ocasiones: en 1896, 1900 y 1908. En todas estas elecciones presidenciales fue derrotado por los candidatos del Partido Republicano, primero por William McKinley (veterano de la Guerra Civil), y después por William Taft.
Las campañas presidenciales de Bryan resultaron sumamente llamativas, pues en todas las ocasiones que presentó su candidatura mantuvo un elevado apoyo popular gracias a doctrinas e ideas que eran sostenidas por amplias capas sociales. Era un destacado adversario de la teoría de la evolución. Bryan sostenía ideas abiertamente populistas fruto de su alianza con el Partido del Pueblo, e influyó decisivamente para que el Partido Demócrata abandonara principios del laissez faire y abrazara en parte el intervencionismo estatal. En tanto, advertía que la creciente industrialización de los EE. UU. motivaba que grandes masas de individuos del proletariado y las clases medias se interesaran por proteger sus intereses en la política nacional. Pese a sus sucesivas derrotas electorales, conservó una importante influencia en el partido.

#### Antiimperialismo
Desde el inicio de su primera campaña para la presidencia, Bryan expresó su sentimiento antiimperialista en una serie de discursos, durante el contexto de la guerra hispano-estadounidense en Cuba y posteriormente en Filipinas. En 1890 dio un memorable discurso titulado "Imperialismo: La Bandera de un Imperio", donde llamó a rechazar el imperialismo insistiendo en que este era contrario a los ideales democráticos y valores de los fundadores de la nación.
En 1900, una década después, daría otro discurso titulado Imperialismo, el cual dio ante la Democratic National Convention (Convención Democrática Nacional). En este discutió las opiniones de aquellos que buscaban la anexión de Filipinas, y cuestionó el derecho de Estados Unidos para conquistar a la gente de otro país con bases militares. Desde el comienzo del discurso, argumentó que los Estados Unidos no deberían tratar de imitar el imperialismo de Gran Bretaña y otros países europeos. Se opuso en suma a la anexión estadounidense de las Filipinas. Identificado con estos pensamientos, se unió a la American Anti-Imperialist League (Liga Americana Antiimperilista).
Durante esta época también llegó a expresar su opinión de establecer medidas o restricciones migratorias para frenar la gran primera ola de inmigrantes asiáticos (chinos, japoneses y filipinos) que llegaban a Estados Unidos. Acusó al Partido Republicano de tener motivos monopolistas y coloniales hacia ellos, ya que muchos llegaban contratados a la fuerza y en su opinión, los inmigrantes eran tantos que en esas condiciones no podían ni querían asimilarse a la sociedad norteamericana satisfactoriamente.
A lo largo de su carrera Bryan se caracterizó por mantener una ideología conservadora, pero al mismo tiempo, con algunos aspectos progresistas. En cuestiones económicas, mostraba gran desconfianza y hostilidad hacia los grandes capitalistas y hacia los grandes grupos empresariales que dominaban la economía estadounidense de fines del siglo XIX. Reclamaba que el gobierno federal debería asegurar el bienestar de los pequeños propietarios y clases medias, permitiéndoles mantener sus bienes y riquezas evitando el "acaparamiento" de éstas por los grandes trusts. En esta línea de pensamiento, Bryan también rechazaba por completo las doctrinas comunistas y sindicalistas que empezaban a difundirse en su época, a las cuales tachaba de "materialistas y dañinas" además de contrarias a la religión cristiana. Era, sin embargo, partidario del evangelio social.

#### Secretario de Estado (1913-1915)
En 1913, Bryan fue elegido como Secretario de Estado durante la presidencia de Woodrow Wilson, quien también era miembro del Partido Demócrata y a quien había apoyado político durante la campaña de 1912.
Durante su cargo, todavía antes del estallido de la Gran Guerra, Bryan se encargó de negociar veintiocho tratados de amistad entre Estados Unidos y otros países. Intentó negociar también un tratado con Alemania, pero esto nunca se pudo alcanzar. Los acuerdos, conocidos oficialmente como Treaties for the Advancement of Peace ("Tratados para el avance de la paz), establecían procedimientos para que se llegara a la reconciliación en vez del arbitraje.
En 1914, con el estallido de la guerra, Bryan escribió al presidente Wilson pidiéndole que este mantuviera una posición neutral:

No es probable que algún bando gane una victoria de manera completa como para ser capaces de determinar los términos de ésta, y si cualquiera de los bandos ganara una victoria como tal, ésto probablemente significaría una preparación para otra guerra. Parecería que es mejor buscar una base más racional para la paz.

No obstante, con el hundimiento del RMS Lusitania, el presidente Wilson exigió «estricta rendición de cuentas por cualquier violación intencional o accidental de los derechos [estadounidenses]». Con esto, Bryan renunció a su cargo, en 1915 pues era de ideología pacifista no violenta, influido tanto por sus creencias religiosas, como por León Tolstói. Abogó por poner fin a la contienda mundial mediante negociaciones.

#### Propuestas de reformas constitucionales (1916 -1925)
Después de renunciar a su cargo, Bryan dirigió sus esfuerzos para promover reformas constitucionales a favor del voto femenino y la prohibición del alcohol.  Bryan creía en el pacifismo y fue gran defensor de que las mujeres pudieran votar. Sus esfuerzos contribuyeron en parte a la aprobación de la Decimoctava Enmienda, que estableció la Ley Seca en 1920, y, de la misma forma, incitaron la Decimonovena Enmienda, la cual garantizó el voto a las mujeres. Asimismo, fue precursor de la Ley Harrison de Impuestos sobre Narcóticos.

### Antidarwinismo y antievolucionismo (1918-1925)
Bryan fue un constante crítico y detractor público de la teoría de la evolución de Darwin, motivado por principios morales y religiosos. En una época en la que el darwinismo social estaba ganando muchos adeptos, Bryan rechazó la teoría por dos razones principales. En primer lugar consideraba que la teoría era materialista y contraria a la Biblia. En segundo lugar, expresó que la teoría de Darwin aplicada a la sociedad estaba causando grandes males como la eugenesia y promoviendo odio y conflictos raciales como la Guerra Mundial. En su famosa plática El Príncipe de La Paz (1909), Bryan insistió en que la teoría evolutiva podría socavar los principios morales del país. Evocando el argumento del diseño, expresó que prefería creer en Dios como el Creador.
En la época, fue influido particularmente por un libro que aseguraba que la lucha entre las razas estaba desmoralizando la nación Alemana. Asimismo, leyó The Science of Power, un libro del evolucionista y ateo alemán Benjamin Kidd, quien allí acreditaba a la filosofía de Friederich Nietzsche del superhombre, como la responsable del nacionalismo alemán, el materialismo y el militarismo en aquel país.
En 1920, Bryan acudió al World Brotherhood Congress denunciando a la teoría evolutiva y a la filosofía de Nietzsche como ideologías "paralizantes" y amenazantes para la democracia y la moralidad en la época. Después de leer un libro de James H. Leuba, en donde se aseguraba que un número considerable de universitarios estadounidenses habían perdido la fe en Dios, Bryan pasó a ver el Darwinismo como una amenaza mayor para el país, temiendo que la siguiente generación de líderes americanos perdiera el sentido de moralidad que, lo que en su opinión, había causado la Gran Guerra. De esta manera, el mismo año, el político fue invitado a dar una serie de conferencias, entre las cuales dio un discurso titulado The Origin Of Man (El Origen del Hombre), donde atribuía el origen del hombre a Dios. Las conferencias se publicaron bajo el nombre In His Image (A Su Imagen), y obtuvieron una buena recepción lectora.
Decidido a actuar contra el darwinismo, Bryan se volvió Moderador de la Asamblea General de la Iglesia Presbiteriana de Estados Unidos, y en 1924 se hizo miembro de la Asociación Americana para el Avance de la Ciencia, a cuya reunión anual asistió y en donde llegó a tener un debate con un biólogo evolucionista de nombre Edward Loranus Rice.

#### Juicio de Scopes
En 1925 se volvió el acusador y testigo principal en el juicio a Scopes, también conocido como "Juicio del Mono", en el que se acusó al maestro de escuela John Thomas Scopes de infringir la Ley Butler, que prohibía en el estado de  Tennessee la enseñanza de la teoría de la evolución a los alumnos de las escuelas públicas. Bryan no tuvo oportunidad de exponer su argumento final, aunque se publicó en 1926 como su último discurso (El más poderoso argumento jamás hecho contra la Evolución), donde Bryan expresa la importancia de rechazar la teoría de la evolución como tema de enseñanza en la escuela, con base en dos fundamentos principales: el primero, que a diferencia de otras teorías, la teoría de la evolución no había sido comprobada, por otra parte, que la teoría de la evolución era una influencia negativa en el pensamiento moderno y en la política.
Bryan ganó el proceso legal en el que se enjuició al maestro Scopes; sin embargo, el excandidato presidencial fue duramente criticado por Clarence Darrow quien lo ridiculizó y desprestigió públicamente. Gran parte de la prensa estadounidense tachó a Bryan de "antiintelectual" y lo caricaturizaron como un ignorante oscurantista o como fanático religioso. Bryan, rechazó los calificativos, pero murió cinco días después de ganar el caso, mientras dormía, como resultado de la diabetes que padecía.

## Legado
Desde 1898 la Universidad Estatal de Ohio otorga el Premio William Jennings Bryan Prize por el mejor artículo sobre política estadounidense, desde 1899 la Universidad de Míchigan otorga el Premio William Jennings Bryan en las Ciencias Políticas, y la Universidad de Indiana Bloomington otorga un premio similar a la tesis con honores más destacada en la misma área.

## En la cultura popular
En la película Heredar el viento, un filme de 1955 por Jerome Lawrence y Robert Edwin Lee, es un relato muy novelado del juicio de Scopes escrita en respuesta al Macartismo. Un candidato presidencial derrotado tres veces populista de Nebraska llamado a Matthew Harrison Brady llega a un pequeño pueblo llamado Hillsboro en el sur para ayudar a procesar a un joven profesor por la enseñanza de evolución a sus alumnos. Es la oposición de un famoso abogado litigante, Henry Drummond y reprendido por un periodista cínico como el juicio asume un perfil nacional.
William Jennings Bryan está sepultado en el Cementerio Nacional de Arlington.